# Валье-де-Сарагоса
Валье-де-Сарагоса (исп. Valle de Zaragoza) — посёлок в Мексике, штат Чиуауа, входит в состав одноимённого муниципалитета и является его административным центром. Численность населения, по данным переписи 2010 года, составила 2223 человека.

## История
Поселение было основано 10 декабря 1780 года под названием Нуэстра-Сеньора-дель-Пилар-де-Кончос.
28 апреля 1864 года было дано современное название: Valle с испанского языка — долина, так как посёлок расположен в долине на берегу реки Кончос, а Zaragoza дано в честь национального героя в битве при Пуэбле Игнасио Сарагосы.